# Svend Aage Jensby
Svend Aage Jensby (født 10. september 1940 i Vejlby ved Grenå) er en dansk politiker fra Venstre og folketingsmedlem 1990-2005. Jensby har desuden i 2½ år været forsvarsminister i regeringen Anders Fogh Rasmussen I.
Svend Aage Jensby er søn af gårdejer Knud Nielsen og husmor Hilda Kjær Jensby, og han tog realeksamen i 1957 og studentereksamen i 1961, hvorefter han studerede jura på Aarhus Universitet, hvorfra han dimitterede som cand.jur. i 1967. Han var i perioden 1971-76 vicestatsadvokat i Aalborg, hvorpå han blev vicepolitimester ved Aalborg Politi til 1986. Siden 1986 har han været politimester i Hobro. I en årrække har han desuden været ekstern lektor i civilret samt censor ved Aalborg Universitetscenter.
Jensby blev Venstres folketingskandidat i Hobrokredsen i 1988 og var det indtil 2005. Han blev valgt ind i Folketinget ved valget 12. december 1990. I perioden 1992-2001 var han forsvarspolitisk ordfører for Venstre, og desuden var han medlem af Forsvarskommissionen 1997-2001. Efter regeringsskiftet blev han forsvarsminister 27. november 2001, men han trak sig som minister 24. april 2004 på grund af politisk uro om hans udtalelser til Folketingets kontroludvalg. Søren Gade overtog ministerposten. Jensby genopstillede ikke til folketingsvalget februar 2005.